# 28141 ten Brummelaar
28141 ten Brummelaar è un asteroide della fascia principale. Scoperto nel 1998, presenta un'orbita caratterizzata da un semiasse maggiore pari a 2,4013432 au e da un'eccentricità di 0,1260384, inclinata di 11,89683° rispetto all'eclittica.